# Wormworld Saga
Die Wormworld Saga ist ein Comic des deutschen Zeichners Daniel Lieske (* 1977), der bisher aus 10 Kapiteln besteht. Der Comic wird zuerst im Internet veröffentlicht, das erste Kapitel ging am 25. Dezember 2010 online und wird seitdem fortgesetzt. Die ersten drei Kapitel wurden im Oktober 2012 bei Tokyopop auch als Buch veröffentlicht; inzwischen (2018) sind auch die Kapitel 4 bis 9 als Bücher in deutscher und englischer Sprache erschienen.
Wormworld Saga erreichte bis Oktober 2012 rund 1,6 Millionen Leser. Laut der Frankfurter Rundschau ist Daniel Lieske „einer der weltweit am meisten gelesenen und zugleich unbekanntesten deutschen Comiczeichner“.

## Handlung
Die Handlung ist im Jahr 1977 angesiedelt. Für Jonas, einen mittelmäßigen Schüler, beginnen die Sommerferien, die er zusammen mit seinem Vater auf dem Land bei seiner Großmutter verbringt. Jonas’ Mutter lebt nicht mehr, sie kam bei einem Wohnungsbrand ums Leben. Seither hat Jonas eine panische Angst vor Feuer.
Im Haus der Großmutter besitzt Jonas ein geheimes Versteck, in das er sich zurückzieht, um sich Abenteuer auszudenken und seiner Leidenschaft des Zeichnens nachzugehen. Als Jonas einen Schmetterling zeichnet, löst sich dieser aus dem Papier und fliegt davon. Jonas folgt ihm und gelangt so zu einem geheimnisvollen Bild. Er kriecht in das Bild hinein und findet sich in der „Wormworld“ wieder, eine Welt, die von riesigen Insekten bevölkert wird. Eine junge Jägerin namens Raya rettet Jonas vor einer „Draconia“ und führt ihn in ihr Dorf. Jonas erfährt langsam, dass er ein Auserwählter ist, dessen Kommen bereits prophezeit wurde und dessen Aufgabe es ist, Unurtha, den Gott des Feuers, zu bezwingen.
Die Handlung ist auf drei Zyklen mit insgesamt etwa 50–60 Kapiteln ausgelegt.

## Ursprung
| Kapitel                           | Veröffentlichung  |
| --------------------------------- | ----------------- |
| 1                                 | 25. Dezember 2010 |
| 2                                 | 24. Dezember 2011 |
| 3                                 | 30. April 2012    |
| 4                                 | 31. August 2012   |
| 5                                 | 31. März 2013     |
| 6                                 | 18. August 2014   |
| 7                                 | 12. April 2015    |
| 5th Anniversary Christmas Special | 24. Dezember 2015 |
| 8                                 | 1. Mai 2016       |
| 9                                 | 2. November 2016  |
| 10                                | 25. Dezember 2020 |
| 10th Anniversary Special Chapter  | 25. Dezember 2020 |

Als Startpunkt der Wormworld Saga gilt das Bild The Journey Begins, das Lieske im Jahr 2006 zeichnete. Es zeigt Jonas vor dem Eingangsportal in die Wormworld. Das Bild wurde als Beitrag für den Wettbewerb „CG Challenge“ angefertigt und belegte den 2. Platz.
Lieske arbeitete als Grafiker in der Computerspiel-Branche, gab diesen Job jedoch auf, um sich in Vollzeit der Wormworld Saga widmen zu können. Der Comic wird kostenlos im Internet angeboten. Finanziert wird das Projekt im Wesentlichen durch Buchverkäufe und Crowdfunding-Kampagnen. Zusätzliche Einnahmequellen sind kostenpflichtige Zusatzinhalte (bis August 2014 in einer App) sowie der Verkauf von Merchandise.
Neue Kapitel sind zunächst auf Deutsch, Englisch und Spanisch verfügbar. Übersetzungen in weitere Sprachen werden von Fans angefertigt. Das erste Kapitel ist inzwischen in 28 Sprachen verfügbar.

## Buchausgaben
Nach der Veröffentlichung der Kapitel auf der Homepage werden jeweils zwei bis drei Kapitel zu einem Band zusammengefasst und in deutscher und englischer Sprache bei Tokyopop veröffentlicht. Die Bände enthalten neben der eigentlichen Geschichte auch Informationen zur technischen Umsetzung oder zum Charakterdesign.

### Deutschsprachige Ausgaben
- Daniel Lieske: Die Wormworld Saga 01: Die Reise beginnt. Tokyopop 2012, ISBN 978-3-453-53075-1.
- Daniel Lieske: Die Wormworld Saga 02: Der Hort der Hoffnung. Tokyopop 2014, ISBN 978-3-8420-0929-5.
- Daniel Lieske: Die Wormworld Saga 03: Der Königsberg. Tokyopop 2015, ISBN 978-3-8420-0930-1.
- Daniel Lieske: Die Wormworld Saga 04: Der Kampf im Pilzwald. Tokyopop 2016, ISBN 978-3-8420-2854-8.

### Englischsprachige Ausgaben
- Daniel Lieske: The Wormworld Saga 01: The Journey Begins. Tokyopop 2015, ISBN 978-3-8420-1315-5.
- Daniel Lieske: The Wormworld Saga 02: The Shelter of Hope. Tokyopop 2015, ISBN 978-3-8420-1316-2.

## Weitere Medien
Das Brettspiel Der Mysteriöse Wald, das 2017 zum Kinderspiel des Jahres nominiert wurde, basiert auf der Wormworld Saga und wurde von Lieske illustriert.
Lieske entwickelte auch eine Smartphone-App, in der die Kapitel sowie weitere Informationen zum Projekt angesehen werden konnten. Die Entwicklung der App wurde 2014 eingestellt.
Lieske veröffentlicht mehrere kostenfreie und kostenpflichtige Online-Tutorials, in denen Techniken zur Erstellung von digitalen Comics anhand der Wormworld Saga erläutert werden.